# Grincourt-lès-Pas
Grincourt-lès-Pas település Franciaországban, Pas-de-Calais megyében. Lakosainak száma 30 fő (2022. január 1.). Grincourt-lès-Pas Lucheux, Mondicourt, Pas-en-Artois és Warlincourt-lès-Pas községekkel határos.

## Népesség
A település népességének változása:
| Lakosok száma | 114  | 120  | 157  | 111  | 70   | 51   | 39   | 42   | 30   | 30   |
|               | 1793 | 1836 | 1866 | 1891 | 1921 | 1962 | 1999 | 2010 | 2017 | 2022 |